# 安田寛一
安田 寛一（やすだ ひろかず、1936年5月31日 - ）は、日本の陸上競技（ハードル）選手。1950年代から1960年代にかけて日本陸上競技選手権大会男子110mハードルで優勝7回（6連覇を含む）。1964年東京オリンピック出場。アジア競技大会で2つの銅メダルを獲得した。 

## 経歴
富山県出身。明治大学在学中の1957年、日本陸上競技選手権大会の110mハードル・400mハードルの両種目で優勝。また、4×400mリレーでは明治大学チームの1人となり優勝。日本陸上競技選手権大会の110mハードルは、以後1962年まで6連覇する。
1958年アジア競技大会（東京）では110mハードル・400mハードルの両種目に出場、110mハードルで銅メダル。なお、1958年の富山国体では選手宣誓を務め、110m障害で優勝、400m障害で日本学生記録を更新（52秒9）
明治大学卒業後、八幡製鉄に所属。1959年に全日本実業団対抗陸上競技選手権大会110mハードル・400mハードルの両種目で優勝。全日本実業団対抗陸上競技選手権大会の110mハードルは、1964年まで優勝5回を数える。
1964年東京オリンピックに110mハードルで出場。準決勝に進出し日本記録を出したが、決勝進出はならなかった。
37歳の時に取引先の社長に勧められてゴルフを始め、アマチュアゴルファーとなる（2007年現在、呉羽カントリークラブ所属）。
陸上競技に関しては、富山市陸上競技協会副会長、富山ジュニアアスリートクラブ代表などを務め、競技振興と後進育成にあたる。2000年富山国体では、夫人とともに最終炬火走者を務めた。